# トミー・ロジャース
トミー・ロジャース（Tommy Rogers、本名：Thomas R. Couch、1961年5月14日 - 2015年6月1日）は、アメリカ合衆国のプロレスラー。フロリダ州ブレイデントン出身。
ボビー・フルトンとのタッグチーム、ザ・ファンタスティックスでの活躍で知られる。マーティ・ジャネッティとのアップタウン・ボーイズで活動したトミー・ロジャース（トミー・レーン）とは別人。

## 来歴
1980年のデビュー後、ジョージア・チャンピオンシップ・レスリングのTVテーピング番組におけるジョバー要員として、オースチン・アイドル、ケビン・サリバン、マスクド・スーパースター、ザ・ファンクス、ザ・グレート・カブキ、オレイ・アンダーソン、スタン・ハンセンなど、大物ヒールのジョブ・ボーイを務めながらキャリアを積む。
1983年5月2日、アラバマのサウスイースタン・チャンピオンシップ・レスリングにおいて、ビル・アッシュを破りNWA USジュニアヘビー級王座を獲得。翌月にチック・ドノバンに奪取されるも、8月にテネシー州メンフィスのCWAに転戦した際、CWA版のUSジュニアヘビー級王者に認定され、ココ・B・ウェアやビル・ダンディーともタイトルを争った。
1984年7月、ビル・ワットが主宰していたMSWAにおいて、ボビー・フルトンをパートナーにアイドル系タッグチームのザ・ファンタスティックス（The Fantastics）を結成。以降、女性や子供のファンからの大きな支持に支えられ、WCCW、CWA、UWF、MACWなど、各団体でタッグ王座を獲得。日本では全日本プロレスのマットで活躍した。
ファンタスティックス解散後は、1997年から1999年にかけて、シングルプレイヤーとしてECWに参戦。1998年11月1日のPPV "November to Remember" ではFBIのトレイシー・スマザーズから勝利を収めた。11月20日にはペンシルベニア州レバノンでのイベントにおいて、シェーン・ダグラスが保持していたECW世界ヘビー級王座に挑戦している。
2000年代に入ってセミリタイアするも、2004年3月にはIWAジャパンにフルトンとのファンタスティックスとして久々に来日。3月16日の八王子大会では上野幸秀を破り、IWA世界ジュニアヘビー級王座を獲得した。
2005年1月29日、地元フロリダのタンパで開催されたイベント "WrestleReunion" にもフルトンとのファンタスティックスで出場。同じく往年のアイドル系タッグチームだったロックンロール・エクスプレスのリッキー・モートン&ロバート・ギブソンとカルテットを組み、双方にとっての宿敵ミッドナイト・エクスプレスのデニス・コンドリー、ボビー・イートン、スタン・レーンと対戦したが、これが公式での最後の試合出場となった。
2015年6月1日、居住地のハワイにおいて死去。54歳没。彼の死は、パートナーだったフルトンによって発表された。

## 得意技
- トミカゼ（Tomikaze）[1]
- ロケット・ランチャー[1]
- ドロップキック[1]

## 獲得タイトル
サウスイースタン・チャンピオンシップ・レスリング
- NWA USジュニアヘビー級王座（サウスイースト版）：1回[8]

コンチネンタル・レスリング・アソシエーション
- CWA USジュニアヘビー級王座：2回[9]
- AWA南部タッグ王座：1回（w / ボビー・フルトン）[17]

ワールド・クラス・レスリング・アソシエーション
- NWAアメリカン・タッグ王座：2回（w / ボビー・フルトン）[18]
- WCWA世界タッグ王座：2回（w / ボビー・フルトン）[19]

ユニバーサル・レスリング・フェデレーション
- UWF世界タッグ王座：2回（w / ボビー・フルトン）[20]

ミッドアトランティック・チャンピオンシップ・レスリング
- NWA USタッグ王座（ミッドアトランティック版）：2回（w / ボビー・フルトン）[21]

IWAジャパン
- IWA世界ジュニアヘビー級王座：1回[14]